# Кетрін Кросбі
Олів Кетрін Грандстаф (Olive Kathryn Grandstaff; 25 листопада 1933, Х'юстон, Техас, США — 20 вересня 2024), відома як Ке́трін Кро́сбі (англ. Kathryn Crosby) — американська співачка і акторка кіно. Виступала також під сценічним ім'ям Кетрін Грант (Kathryn Grant).

## Життєпис
Олів Кетрін Грандстаф народилася в Х'юстоні, штат Техас. У 1955 році вона закінчила Техаський університет у місті Остіні, зі ступенем бакалавра образотворчих мистецтв.
В юному віці виграла кілька конкурсів краси у рідному штаті Техас, що відкрило її двері до Голлівудської студії Парамаунт у 1954 році. 
У 24 роки одружилася з на 30 років старшим Бінгом Кросбі. У шлюбі народила трьох дітей: Гаррі (актор, 1958), Мері Френсіс (акторка, 1959), і Натаньєль (гравець у гольф, 1961). Щасливий шлюб обірвався на її 44-му році життя, коли в жовтні 1977 чоловік помер в Іспанії під час гри у гольф.
У 1957 році Кросбі знялася у фільмі «Операція шалений бал» з Джеком Леммоном, у 1958 в одній з її найпопулярніших ролей принцеси Паріси у фільмі «Сьома подорож Синдбада», в 1959 у фільмах «Великий цирк» та «Анатомія вбивства».
У середині 1970-х Кетрін Кросбі вела 30-хвилинне ток-шоу на ТБ у Сан-Франциско, де час від часу з'явився як гість її чоловік Бінг Кросбі.
4 листопада 2010 Кетрін Кросбі була серйозно травмована в автомобільній аварії поблизу міста Плейсевілл, штат Каліфорнія. У катастрофі загинув її 85-річний чоловік, Моріс Вільям Саліван, за якого вона вийшла заміж у 2000 році.

## Фільмографія
- 1953 : То це любов / (So This Is Love)
- 1953 : Дороговказ / (Arrowhead)
- 1953 : (Forever Female)
- 1954 : Велика ніч Казанови / (Casanova's Big Night, 1954)
- 1954 : Living It Up (1954)
- 1954 : «Вікно у двір» / (Rear Window) — дівчина на вечірці автора пісень
- Unchained (1955)
- Tight Spot (1955)
- Cell 2455 Death Row (1955)
- 5 Against the House (1955)
- My Sister Eileen (1955)
- The Phenix City Story (1955)
- Центр урагану (Storm Center, 1956)
- Reprisal! (1956)
- The Wild Party (1956)
- Містер Корі (Mister Cory, 1957)
- The Guns of Fort Petticoat (1957)
- The Night the World Exploded (1957)
- 1957 : Операція «Божевільний бал» (Operation Mad Ball)
- 1957 : «Брати Ріко» (The Brothers Rico, 1957)
- Gunman's Walk (1958)
- 1958 : «Сьома подорож Сіндбада» / (The 7th Voyage of Sinbad) — принцеса Паріса
- 1959 : «Анатомія вбивства» / (Anatomy of a Murder) — Мері Пілент
- Великий цирк (The Big Circus, 1959)
- 1001 Arabian Nights (1959) (озвучення)